# Thelphusa intermedia
Thelphusa intermedia is een krabbensoort. De wetenschappelijke naam van de soort is voor het eerst geldig gepubliceerd in 1884 door Czerniavsky.